# California End of Life Option Act
Der California End of Life Option Act ist ein Gesetz, das im Juni 2016 von der kalifornischen Regierung erlassen wurde und todkranken, erwachsenen Einwohnern des Bundesstaates Kalifornien den Zugang zu Sterbehilfe durch die Selbstverabreichung tödlicher Medikamente ermöglicht, sofern bestimmte Umstände erfüllt sind. Das Gesetz wurde im Oktober 2015 vom kalifornischen Gouverneur Jerry Brown unterzeichnet und machte Kalifornien zum fünften Bundesstaat der USA, der es Ärzten erlaubt, Medikamente zu verschreiben, um das Leben eines unheilbar kranken Patienten zu beenden.